# Dzika plaża (album)
Dzika plaża – drugi album zespołu Domino, wydany latem 1999 roku na kasecie magnetofonowej przez wytwórnię Green Star. Album zawiera 10 premierowych utworów. Do tytułowego nagrania nakręcono teledysk, który emitowany był w TV Polsat i Polsat 2.

## Lista utworów
| Strona A | Strona A                            | Strona A           | Strona A           | Strona A |
| Nr       | Tytuł utworu                        | Słowa              | Muzyka             | Długość  |
| -------- | ----------------------------------- | ------------------ | ------------------ | -------- |
| 1.       | „Dzika plaża”                       | Fabian Sielwonczuk | Artur Kirpsza      |          |
| 2.       | „Dla ciebie wszystko”               | Fabian Sielwonczuk | Fabian Sielwonczuk |          |
| 3.       | „Mieliśmy 20 lat”                   | Fabian Sielwonczuk | Artur Kirpsza      |          |
| 4.       | „Hej, hej, hej – z życia się śmiej” | Fabian Sielwonczuk | Artur Kirpsza      |          |
| 5.       | „Noc naszych marzeń”                | Fabian Sielwonczuk | Tomasz Malinowski  |          |

| Strona B | Strona B                 | Strona B           | Strona B           | Strona B |
| Nr       | Tytuł utworu             | Słowa              | Muzyka             | Długość  |
| -------- | ------------------------ | ------------------ | ------------------ | -------- |
| 1.       | „Niedźwiedzia przysługa” | Fabian Sielwonczuk | Tomasz Malinowski  |          |
| 2.       | „Oczy mogą płakać”       | Fabian Sielwonczuk | Tomasz Malinowski  |          |
| 3.       | „Alfa 155”               | Fabian Sielwonczuk | Fabian Sielwonczuk |          |
| 4.       | „Miłość jak wiatr”       | Fabian Sielwonczuk | Fabian Sielwonczuk |          |
| 5.       | „Kiedy pada deszcz”      | Fabian Sielwonczuk | Artur Kirpsza      |          |

## Twórcy
- Fabian Sielwonczuk – wokal
- Artur Kirpsza – instrumenty klawiszowe
- Tomasz Malinowski – instrumenty klawiszowe
- Marek Zrajkowski i Ernest Sienkiewicz – aranżacje (1, 2, 8, 9)
- Tomasz Ring – aranżacje (3, 4, 5, 6, 7, 10)

## Dodatkowe informacje
- Nagranie wokali i mastering: Marek Zrajkowski i Ernest Sienkiewicz
- wokal w utworze nr 9 nagrał Tomasz Sidoruk - wokal (9)